# Верхнянская сельская община
Верхнянская сельская общи́на (укр. Верхнянська сільська громада) — территориальная община в Калушском районе Ивано-Франковской области Украины.
Административный центр — село Верхняя.
Население составляет 10203 человека. Площадь — 140 км².

## Населённые пункты
В состав общины входят 12 сёл:
- Болохов
- Верхняя
- Вилки
- Гуменев
- Долгий Войнилов
- Завадка
- Збора
- Иванкова
- Кулинка
- Неговцы
- Станкова
- Степановка